# Brachycaudus lychnicola
Brachycaudus lychnicola är en insektsart som beskrevs av Hille Ris Lambers 1966. Brachycaudus lychnicola ingår i släktet Brachycaudus och familjen långrörsbladlöss. Arten är reproducerande i Sverige. Inga underarter finns listade i Catalogue of Life.